# The Broadcast Tapes of Dr. Peter
Pour plus de détails, voir Fiche technique et Distribution.
The Broadcast Tapes of Dr. Peter est un film canadien réalisé par David Paperny, sorti en 1993.

## Synopsis
Le documentaire s'appuie sur le journal filmé du jeune médecin Peter Jepson-Young qui a documenté son quotidien de personne atteinte du sida.

## Fiche technique
- Titre : The Broadcast Tapes of Dr. Peter
- Réalisation : David Paperny
- Scénario : Peter Jepson-Young
- Montage : Arthur Ginsberg et Paul Hartley
- Production : Arthur Ginsberg
- Société de production : Paperny Films
- Pays :  Canada
- Genre : Documentaire
- Durée : 60 minutes
- Dates de sortie : 
  -  États-Unis : 1er juillet 1993

## Distinctions
Le film a été nommé à l'Oscar du meilleur film documentaire.